# Emil Kirschbaum
Emil Kirschbaum (* 25. Juli 1900 in Grötzingen (Karlsruhe); † 12. August 1970) war ein deutscher Verfahrenstechniker.

## Leben und Werk
Kirschbaum studierte Maschinenbau in Wien und Braunschweig, wo er 1925 promovierte. Nach einer dreijährigen Zeit in der Industrie übernahm er 1928 das Institut für Apparatebau und Verfahrenstechnik (heute Institut für Thermische Verfahrenstechnik) in Karlsruhe als Lehrbeauftragter um den Studiengang Chemieingenieurwesen aufzubauen.
Nach der Habilitation am Institut für Kältetechnik wurde er 1934 zum außerordentlichen Professor für Apparatebau an der TH Karlsruhe ernannt.
Durch die Arbeit Kirschbaums entwickelte sich die Verfahrenstechnik zu einer selbstständigen Wissenschaft in Deutschland. Der Studienschwerpunkt im Grundstudium lag dabei auf der Ingenieurausbildung, im Hauptstudium erfolgte eine zusätzliche Ausbildung in Physikalischer, Technischer und Organischer Chemie.
Kirschbaum erhielt zahlreiche Preise und Auszeichnungen. Ihm wurde u. a. die DECHEMA-Medaille verliehen. 1960 erhielt er von der  Forschungs-Gesellschaft Verfahrens-Technik e.V. die Arnold-Eucken-Medaille.
Zu Ehren Kirschbaums wurde 1991 die Emil Kirschbaum-Medaille von der Deutschen Vereinigung für Chemie- und Verfahrenstechnik (DVCV) gestiftet. Sie wird für Verdienste um die Weiterentwicklung der thermischen Verfahrenstechnik verliehen.
Emil Kirschbaum war mit der Mitgliedsnummer 13019 Mitglied des Vereins Deutscher Ingenieure (VDI).

## Schriften
- Berthold Koch, Emil Kirschbaum: Grundlagen des Wärmeaustausches. Beucke, 1950, 134 S.
- Emil Kirschbaum: Destillier- und Rektifiziertechnik. Springer-Verlag, 4. Auflage 1969, ISBN 3-540-04580-5, 494 S.